# Château de Saga
Le château de Saga (佐賀城, Saga-jō) est un château japonais situé dans la ville de Saga, préfecture de Saga (auparavant, la province de Hizen) au Japon. Il est de type hiraijirō, c’est-à-dire qu’il est bâti en plaine plutôt que sur une colline, et est entouré par un mur plutôt que surélevé sur de fortes fondations en pierre. Le château appartenait au clan Nabeshima, daimyos du domaine de Saga. On le désigne parfois sous le nom de « château submergé » (沈み城, Shizumi-jō). De nos jours, l’édifice est occupé par le musée historique du château.

## Histoire
À l’origine, le château de Saga était un village fortifié sous le contrôle du clan Ryūzōji, seigneurs de guerre d’une petite région du nord de Kyūshū à l’époque de Muromachi. En 1584 toutefois, Ryūzōji Takanobu fut vaincu par une coalition composée des forces Shimazu et Arima, et son vassal Nabeshima Naoshige prit alors possession du château. Ce dernier s’allia avec Hideyoshi Toyotomi et se distingua personnellement dans la guerre Imjin en Corée. Il s’y lia également d’amitié avec l’architecte renommé Katō Kiyomasa et le futur shōgun Ieyasu Tokugawa. Après la célèbre bataille de Sekigahara, les possessions du clan Nabeshima dans la province de Hizen furent sans surprise confirmées et Nabeshima Katsushige, le fils de Naoshige, devint le premier daimyō du domaine de Saga. Naoshige avait également entrepris la reconstruction du château de Saga avec l’approbation du shōgun en 1602, travaux qui furent achevés en 1611 sous Katsushige.
En 1726, un incendie détruisit une grande partie des bâtiments, y compris le tenshu (donjon). Seul le honmaru (palais intérieur) fut restauré deux ans plus tard dans la cour extérieure pour accueillir l’administration du domaine de Saga durant presque toute l’époque d’Edo. Un autre incendie survint en 1835, et le palais fut là encore reconstruit par le dernier daimyō du domaine de Saga Naomasa Nabeshima.
Après la restauration Meiji, le château continua à servir pour l’administration locale. Cependant, il fut occupé en 1874 par le politicien Gotō Shimpei et ses samouraïs rebelles durant la rébellion de Saga. Ces derniers furent finalement défaits par l’armée impériale et le château fut détruit en grande partie durant la guerre. Depuis 1874, un tribunal et les bureaux de la préfecture furent construits sur le site même de l’édifice. Puis en 1883, une école primaire occupait les locaux, qui furent plusieurs fois modernisés. En 1953, une des entrées du château qui n’avait pas été détruite fut proclamée bien culturel important de la préfecture de Saga. Il est protégé par l’État (jūyō bunkazai) depuis 1957.
Entre 2001 et 2001[Quoi ?], le bâtiment résidentiel principal (honmaru) de l’édifice fut restauré. Il héberge ainsi de nos jours le musée historique du château de Saga et est le plus grand château en bois reconstruit au Japon. 
On peut noter que c’est dans ce château que Yamamoto Tsunetomo, auteur du Hagakure, travailla.

## Architecture
L’édifice original tel que construit par Nabeshima Naoshige et son fils en 1611 était composé d’un tenshu (donjon) à cinq étages cerné par des douves de 80 m de large. Fait rare, ces douves n’étaient pas doublées d’un mur d’enceinte en pierre, mais d’un remblai en terre suffisamment haut pour cacher les fortifications intérieures. Des pins et des camphres étaient même plantés au haut de ces remparts, barrant la vue et contribuant à donner à l’édifice son surnom de « château submergé ».

## Galerie

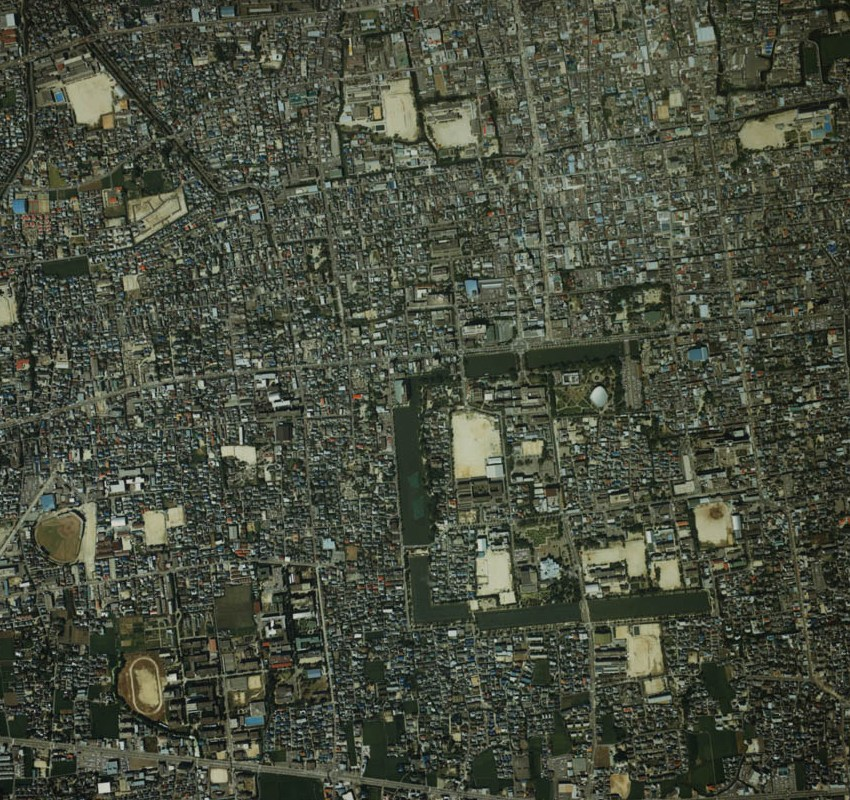
Vue satellite centrée sur le château.
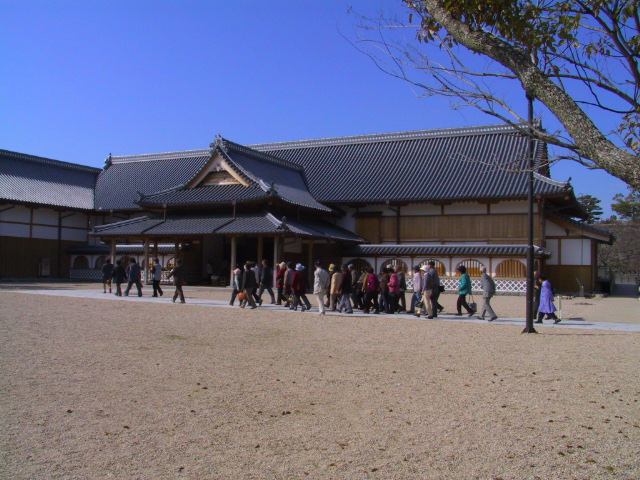
Honmaru, de nos jours le musée historique du château de Saga.